# 斉藤和重
斉藤 和重（さいとう　かずしげ、1961年6月 – ）は、日本の防衛官僚。

## 人物
群馬県出身。群馬県立前橋高等学校を経て、早稲田大学政治経済学部卒業。早稲田大学大学院政治学研究科卒業。

## 略歴
1988年　防衛庁入庁　防衛局防衛課
2003年　防衛施設庁総務部総務課企画室長
2005年　防衛施設庁札幌防衛施設局施設部長
2007年　経理装備局装備政策課開発・調達企画室長
2008年　大臣官房参事官
2009年　装備施設本部企画調整課長
2010年　情報本部画像・地理部
2011年　経済産業省中小企業庁経済支援部新事業促進課長
2013年　内閣官房内閣参事官
2015年　情報本部情報官
2016年　大臣官房米軍再編調整官
2018年　防衛装備庁プロジェクト管理部長
2020年　防衛大学校副校長（企画・管理担当）